# Crush (ca sĩ)
Shin Hyo-seob (tiếng Hàn: 신효섭; sinh ngày 3 tháng 5 năm 1992), thường được biết đến với nghệ danh Crush (tiếng Hàn: 크러쉬), là một nam ca sĩ Hàn Quốc theo dòng nhạc R&B và hip hop. Anh ra mắt vào ngày 1 tháng 4 năm 2014 với đĩa đơn "Sometimes" và phát hành album đầu tiên Crush on You của anh vào ngày 5 tháng 6 năm 2014.
9 đĩa đơn của Crush đã lọt vào top 5 trên bảng xếp hạng Gaon Digital Chart, bao gồm "Just", "Beautiful", "Don't Forget", "Bittersweet" và "Sleepness Night".

## Sự nghiệp
Crush chính thức ra mắt với bài hát đầu tay với đĩa đơn "Red Dress" vào ngày 7 tháng 12 năm 2012. Trong năm sau, Crush phát hành 2 bài hát "Crush On You" và "Where Do You Wanna Go" Ft cùng Taewan và Gary.
Anh đã phát hành một bài hát vào tháng 4 năm 2014, với tên "Sometimes". Anh cũng hợp tác với Gaeko cho bài hát "Hug Me". Trong tháng 8, anh hát bài "Sleepless Night" là OST của bộ phim truyền hình Chỉ có thể là yêu. Sau đó, anh phát hành bài hát "SOFA" trong tháng 10.
Trong năm 2015, Crush hợp tác với Zion.T cho bài hát "Just". Bài hát được phát hành vào ngày 30 tháng 1 năm 2015, và ở vị trí số 1 trên bảng xếp hạng Gaon Singles Chart. đồng thời cũng dành chiến thắng tại Best Collaboration & Unit at the 17th Mnet Asian Music Awards. Vào tháng bảy, Crush phát hành bài hát "Oasis" trong đó có Zico của Block B. Anh cũng tổ chức buổi biểu diễn đầu tiên của mình với tên Crush On You từ ngày 13 tới 14 tháng 11.
Vào tháng năm, 2016, Crush sẽ phát hành một bài hát mới có sự góp mặt của Kim Tae-yeon(Girls' Generation). "Don't Forget" với Yuri được phát hành vào đầu tháng 2 và giành vị trí thứ nhất trên Show Champion vào ngày 27, làm cho nó âm nhạc đầu tiên của mình cho chiến thắng trong sự nghiệp của mình.
Vào tháng 5 năm 2020, nó đã được thông báo rằng Crush đã mời Joy của Red Velvet góp giọng trong bài hát chủ đề từ album mới của anh. Bài hát "Mayday" đã đứng đầu nhiều bảng xếp hạng âm nhạc khi phát hành.
Vào ngày 20 tháng 10 năm 2020, Crush phát hành mini album thứ tư của mình, With Her.

## Đời tư
Vào ngày 12 tháng 11 năm 2020, Crush đã nhập ngũ theo nghĩa vụ quân sự bắt buộc.
Vào ngày 23 tháng 8 năm 2021, Crush được xác nhận đang hẹn hò với nữ ca sĩ kiêm diễn viên Joy.

## Đĩa hát

### Album
| Tiêu đề                  | Chi tiết Album                                                                  | Xếp hạng | Xếp hạng | Bán hàng      |
| Tiêu đề                  | Chi tiết Album                                                                  | Hàn Quốc | Thế giới | Bán hàng      |
| ------------------------ | ------------------------------------------------------------------------------- | -------- | -------- | ------------- |
| Crush on You             | - Phát hành: 5 Tháng 6, 2014 - Nhãn hiệu: Amoeba Culture - Đĩa CD, Kỹ thuật số  | 6        | —        | - KOR: 3,697+ |
| From Midnight To Sunrise | - Phát hành: 5 Tháng 12, 2019 - Nhãn hiệu: Amoeba Culture - Đĩa CD, Kỹ thuật số |          | —        | - KOR:        |

### EP
| Tiêu đề    | Chi tiết Album                                                                             | Xếp hạng | Xếp hạng | Bán hàng      |
| Tiêu đề    | Chi tiết Album                                                                             | Hàn Quốc | Thế giới | Bán hàng      |
| ---------- | ------------------------------------------------------------------------------------------ | -------- | -------- | ------------- |
| Interlude  | - Phát hành: tháng 6 năm 2016 - Nhãn hiệu: Amoeba Culture - Định dạng: CD, Kỹ thuật số     | 13       | 14       | - KOR: 2,193+ |
| Wonderlust | - Phát hành: 14 tháng 10 năm 2016 - Nhãn hiệu: Amoeba Culture - Định dạng: CD, kỹ thuật số | 8        | —        | - KOR: 2,193+ |
| Wonderlost | - Phát hành: 13 tháng 7 năm 2018 - Nhãn hiệu: Amoeba Culture - Định dạng: CD, kỹ thuật số  |          | —        |               |
| with HER   | - Phát hành: 20 tháng 10 năm 2020 - Nhãn hiệu: P Nation - Định dạng: CD, kỹ thuật số       |          | —        |               |

### Ca khúc đơn
| Năm  | Bài hát                                                   |
| ---- | --------------------------------------------------------- |
| 2012 | "Red Dress" Crush (TakeOne)                               |
| 2013 | "Crush On You" Crush (Swings)                             |
| 2013 | "Where Do You Wanna Go (어디 갈래)" Crush, Taewan Và Gary |
| 2014 | "Sometimes (가끔)" Crush                                  |
| 2014 | "Hug Me" Crush (Gaeko)                                    |
| 2014 | "Whatever You Do" Crush (Gray)                            |
| 2014 | "Sofa" Crush                                              |
| 2015 | "Just (그냥)" Crush Và Zion.T                             |
| 2015 | "Oasis" Crush (Zico)                                      |
| 2015 | "You and I" Crush                                         |
| 2016 | "Don't Forget (잊어버리지마)" Crush (Taeyeon)             |
| 2016 | "9 to 5" Crush (Gaeko)                                    |
| 2016 | "Woo Ah (우아해)" Crush                                   |
| 2016 | "Skip" Crush Và Han Sang-won                              |
| 2016 | "Fall (어떻게 지내)" Crush                                |
| 2017 | "Summer Love" Crush                                       |
| 2017 | "Outside" Crush (Beenzino)                                |
| 2018 | "Bittersweet (잊을만하면)" Crush                          |
| 2018 | "Cereal" Crush (Zico)                                     |
| 2018 | "None (넌)" Crush                                         |
| 2018 | "Lay your head on me" Crush                               |
| 2019 | "NAPPA (나빠)" Crush                                      |
| 2019 | "With You" Crush                                          |
| 2019 | "Alone" Crush                                             |
| 2019 | "Nighty Night (잘자)" Crush (Zion.T)                      |
| 2020 | "Ibiza" Crush                                             |
| 2020 | "Digital Lover" Crush                                     |
| 2020 | "Mayday (자나깨나)" Crush (Joy of Red Velvet)             |
| 2020 | "OHIO" Crush                                              |
| 2020 | "Let Me Go (놓아줘)" Crush (Taeyeon)                      |
| 2022 | "Rush Hour" (featuring J-Hope)                            |

### Nổi bật
| Năm  | Bài hát                                                                      | Album               |
| ---- | ---------------------------------------------------------------------------- | ------------------- |
| 2013 | "Blink (깜빡) Remix" Gray (feat. Crush, ELO, Jinbo)                          | Digital single      |
| 2013 | "Two Melodies (뻔한 멜로디)" Zion.T (feat. Crush)                            | Red Light           |
| 2013 | "Give It To Me" Crush (feat. Jay Park, Simon Dominic)                        | Crush On You        |
| 2013 | "No More (G-Mix)" Dok2 (feat. Crush, Loco)                                   | Ruthless, The Album |
| 2014 | "Shower Later" Gary (feat. Crush)                                            | Mr.Gae              |
| 2014 | "U&I" Toy (feat. Crush, Beenzino)                                            | 7집 Da Capo         |
| 2015 | "Hold Me Tight (감아)" Loco (feat. Crush)                                    | LOCOMOTIVE          |
| 2015 | "Hands Up (손바닥을 보여줘)" Loco (feat. Crush)                              | LOCOMOTIVE          |
| 2015 | "MOMMAE (몸매) (Remix)" Jay Park (feat. Crush, Simon Dominic, Honey Cocaine) | WORLDWIDE           |
| 2015 | "Rainbow" Planet Shiver (feat. Crush)                                        | Rainbow             |
| 2015 | "247" Junggigo (feat. Crush, Zion.T, DEAN)                                   | 247                 |
| 2016 | "what2do" DEAN (feat. Crush, Jeff Bernat)                                    | 130 mood: TRBL      |
| 2016 | "No Sense" Sam Kim (feat. Crush)                                             | I am Sam Kim        |
| 2016 | "Let's play house" HOBBY (feat. Crush)                                       | Hobby               |
| 2016 | "CORONA" PUNCHNELLO (feat. Crush)                                            | Lime                |
| 2016 | "Still" Loco (feat. Crush)                                                   | Still               |
| 2016 | "Sometimes" Geeks (feat. Crush, Giriboy)                                     | Sometimes           |
| 2016 | "Bermuda Triangle" Zico (feat. Dean and Crush                                | Non-album single    |

### Nhạc phim
| Tiêu đề                                                                              | Năm  | Vị trí   | Bán hàng (Kỹ thuật số) | Album                                  |
| Tiêu đề                                                                              | Năm  | KOR Gaon | Bán hàng (Kỹ thuật số) | Album                                  |
| ------------------------------------------------------------------------------------ | ---- | -------- | ---------------------- | -------------------------------------- |
| "Sleepless Night" (with Punch)                                                       | 2014 | 4        | - KOR: 608,669         | t's Okay, That's Love OST              |
| "Beautiful"                                                                          | 2016 | 2        | - KOR: 628,896+        | Guardian: The Lonely and Great God OST |
| "—" sản phẩm không có thông tin xếp hạng hoặc không được phát hành trong khu vực đó. |      |          |                        |                                        |

## Phim, Chương trình truyền hình

### Truyền hình
| Năm  | Chương trình         | Mạng | Vai trò    | Ghi chú       |
| ---- | -------------------- | ---- | ---------- | ------------- |
| 2016 | Happy Together       | KBS  | Khách mời  | Tập 462       |
| 2016 | Running Man          | SBS  | Khách mời  | Tập 318       |
| 2016 | Hello Counselor      | KBS  | Khách mời  | Tập 263       |
| 2016 | I Live Alone         | MBC  | Khách mời  | Tập 151 & 159 |
| 2021 | Begin Again Korean 4 | JTBC | Thành viên |               |

## Giải thưởng và đề cử
| Năm  | Giải thưởng          | Mục                          | Được đề cử làm việc               | Quả       |
| ---- | -------------------- | ---------------------------- | --------------------------------- | --------- |
| 2015 | Giải MAMA lần thứ 17 | Bài hát của năm              | "Just (그냥)" Crush & Zion.T      | Đề cử     |
| 2015 | Giải MAMA lần thứ 17 | Hợp tác                      | "Just (그냥)" Crush & Zion.T      | Đoạt giải |
| 2016 | Giải MAMA lần thứ 18 | Nam nghệ sĩ xuất sắc nhất    | N/A                               | Đề cử     |
| 2016 | Giải MAMA lần thứ 18 | Biểu diễn tốt nhất - Đơn nam | "Don't Forget" Crush feat.Taeyeon | Đoạt giải |

### Show âm nhạc thắng

#### Show Champion
| Năm  | Ngày       | Bài hát                        |
| ---- | ---------- | ------------------------------ |
| 2016 | 27 tháng 1 | "Don't Forget" (feat. Taeyeon) |